# Глеюватська сільська рада
Глеюва́тська сільська́ ра́да — орган місцевого самоврядування Глеюватської сільської територіальної громади Криворізького району Дніпропетровської області. Адміністративний центр — село Глеюватка.

## Склад ради

### VIII скликання
Сільський голова, Ю.О. Сергієнко, помер у вересні 2022 року.

### VI скликання
Рада складається з 16 депутатів та голови.
- Голова ради: Сергієнко Юрій Олексійович
- Секретар ради: Голяк Ольга Миколаївна

#### Депутати
За результатами місцевих виборів 2010 року депутатами ради стали:

##### За суб'єктами висування
| Суб'єкт висування | Кількість обраних депутатів | %    |
| ----------------- | --------------------------- | ---- |
| Партія регіонів   | 13                          | 81,3 |
| Самовисування     | 3                           | 18,8 |

##### За округами
| № округу        | Прізвище, ім'я, по батькові      | Дата визнання обраним | Освіта  | Партійна приналежність            | Відомості про обраного депутата                                     |
| --------------- | -------------------------------- | --------------------- | ------- | --------------------------------- | ------------------------------------------------------------------- |
| Партія регіонів |                                  |                       |         |                                   |                                                                     |
| 1               | Сергієнко Валентина Сергіївна    | 02.11.2010            | вища    | член Партії регіонів              | Глеюватська неповна середня школа-сад, педагог-організатор          |
| 2               | Шарій Людмила Іванівна           | 02.11.2010            | середня | член Партії регіонів              | Глеюватська сільська рада, секретар                                 |
| 3               | Голяк Ольга Миколаївна           | 02.11.2010            | середня | член Партії регіонів              | ПП «Голяк», приватний підприємець                                   |
| 4               | Трюха Микола Григорович          | 02.11.2010            | вища    | член Партії регіонів              | ВАТ «Центральний гірничо-збагачувальний комбінат», гірничий майстер |
| 5               | Кухта Тетяна Іванівна            | 02.11.2010            | середня | член Партії регіонів              | Глеюватський КРЕП, контролер                                        |
| 6               | Шевченко Сергій Володимирович    | 02.11.2010            | вища    | член Партії регіонів              | Глеюватська неповна середня школа-сад, вчитель                      |
| 7               | Позняковська Наталія Михайлівна  | 02.11.2010            | середня | член Партії регіонів              | ТОВ «АгроМашЦентр», комірник-заправник                              |
| 8               | Біліченко Михайло Миколайович    | 02.11.2010            | вища    | член Партії регіонів              | ТОВ «АгроМашЦентр», заступник директора                             |
| 9               | Коваленко Альона Григорівна      | 02.11.2010            | середня | член Партії регіонів              | Глеюватська сільська рада, землевпорядник                           |
| 10              | Тріскало Іван Григорович         | 02.11.2010            | вища    | член Партії регіонів              | фермерське господарство «Тріскало», інженер-механік                 |
| 13              | Чекригін Олександр Олександрович | 02.11.2010            | середня | член Партії регіонів              | ПП «Аврора», директор                                               |
| 14              | Ребець Надія Василівна           | 02.11.2010            | середня | член Партії регіонів              | териториальний центр, соцробітник                                   |
| 15              | Старова Альона Вікторівна        | 02.11.2010            | середня | член Партії регіонів              | Глеюватська неповна середня школа-сад, техпрацівник                 |
| Самовисування   |                                  |                       |         |                                   |                                                                     |
| 11              | Першина Віра Тихонівна           | 02.11.2010            | середня | позапартійна                      | пенсіонер                                                           |
| 12              | Сторожук Тетяна Петрівна         | 02.11.2010            | середня | член Комуністичної партії України | пенсіонер                                                           |
| 16              | Миць Анатолій Дмитрович          | 02.11.2010            | середня | позапартійний                     | приватний підприємець                                               |

### Керівний склад ради
| Прізвище, ім'я, по батькові | Основні відомості                                                         | Дата обрання | Дата звільнення |
| --------------------------- | ------------------------------------------------------------------------- | ------------ | --------------- |
| Сергієнко Юрій Олексійович  | Сільський голова, 1971 року народження, освіта вища, член Партії регіонів | 26.03.2006   | 31.10.2010      |
| Сергієнко Юрій Олексійович  | Сільський голова, 1971 року народження, освіта вища, член Партії регіонів | 31.10.2010   |                 |

Примітка: таблиця складена за даними сайту Верховної Ради України